# Ейфорія
Ейфорі́я (також — евфорія, грец. εὐφορία) — піднесений настрій (іноді патологічно), який часто не має під собою видимих причин. Іноді доходить до розвитку психічного розладу, що виявляється в піднесеному, радісному, веселому настрої, добросерді, безтурботності, що загалом не відповідає об'єктивним обставинам. Під час ейфорії спостерігається мімічне і пантомімічне пожвавлення, психомоторне збудження. Є клінічним симптомом деяких психічних розладів і соматичних захворювань.

## У психіатрії
Форма хворобливо піднесеного настрою, що характеризується благодушністю, безтурботним блаженством, станом тихої радості. На відміну від гіпертимії для ейфорії не характерно підвищення рухової та інтелектуальної активності, навпаки, може спостерігатися уповільнення розумової діяльності.

## У наркології
Феномен, який є складовою частиною синдрому наркотичного сп'яніння і який містить у собі змінений стан психіки та різні соматичні відчуття людини, що перебуває в наркотичному сп'янінні. Тобто, в широкому розумінні, ейфорія містить у собі не тільки емоційні зміни, але й цілу низку психічних і соматичних відчуттів, за рахунок яких досягається позитивне емоційне зрушення.
Характеристика ейфорії різна для станів сп'яніння, які спричинюють різні наркотики. Ейфорія, яку спричинює вживання алкоголю і снодійних препаратів, складається з, власне, емоційних змін у поєднанні з приємною рухової та інтелектуальної загальмованістю. Опіумна ейфорія характеризується станом соматичної насолоди на тлі емоційного спокою, блаженства без інтелектуальної загальмованості. При вживанні стимуляторів позитивне емоційне зрушення є вторинним і зумовлене фізичним та інтелектуальним просвітленням, підйомом, відчуттям загального підйому життєдіяльності.
Ейфорія кожного виду наркотичного сп'яніння є динамічним феноменом, що включає кілька послідовно замінюючих одна одну фаз. Власне, ейфорія найвиразніше відчувається в динаміці, при переході від нормального або поганого настрою до надзвичайно піднесеного. Характер, тривалість кожної фази при прийомі одного і того ж наркотику може змінюватися в залежності від суб'єктивної установки людини, шляху введення наркотичної речовини, і особливо від стадії захворювання (наркоманії) — у динаміці кожного виду наркоманії ейфорія зазнає істотну трансформацію.
Ейфорія відбувається при деяких інфекційних хворобах під час значного рівня інтоксикації, зокрема епідемічному висипному тифі, фульмінантному перебігу вірусного гепатиту В.